# Grâces
Grâces é uma comuna francesa na região administrativa da Bretanha, no departamento Côtes-d'Armor. Estende-se por uma área de 14,1 km². Em 2010 a comuna tinha 2 598 habitantes (densidade: 184,3 hab./km²).